# Volvo S90
La Volvo S90 è una berlina di grandi dimensioni fabbricata e commercializzata dalla casa automobilistica svedese Volvo dal 2016. La sua variante familiare è la Volvo V90.

## Profilo
Le prime foto ufficiali della S90 sono state diffuse il 2 dicembre 2015 e la presentazione al pubblico è avvenuta nel gennaio 2016 al North American International Auto Show di Detroit, nel Michigan.
Pur non essendo una diretta erede e discendente della seconda generazione della Volvo S80, la S90 la sostituisce come ammiraglia di vertice nel listino della Volvo. Nel luglio 2016 è stato annunciato un pacchetto opzionale denominato R-Design, che dà alla vettura un'impronta più sportiva. Ne è stata anche annunciata una versione a passo lungo.
I modelli sono disponibili solo con propulsore 2.0 litri, 4 cilindri sia in versione a benzina che diesel, facenti parte della nuova famiglia motoristica VEA (Drive). I più potenti motori a benzina sono ibridi, come è la variante ibrida plug-in chiamata T8. Il motore diesel D5 è stato dotato di una nuova tecnologia rinominata Volvo PowerPulse, che è stata progettata per eliminare il turbo lag, nonché di un nuovo sistema di iniezione denominato i-Art Volvo.

## Motorizzazioni
| I motori benzina | I motori benzina | I motori benzina | I motori benzina                                                           | I motori benzina            | I motori benzina | I motori benzina                                                                               |
| ---------------- | ---------------- | ---------------- | -------------------------------------------------------------------------- | --------------------------- | ---------------- | ---------------------------------------------------------------------------------------------- |
| Modello          | Codice Motore    | Anni             | Potenza                                                                    | Coppia @rpm                 | Cilindrata cm³   | Tipologia                                                                                      |
| T5               | B4204T20         | 2016-            | 249 CV (183 kW; 246 CV) @ 5500                                             | 350 Nm @ 1500-4500          | 1.969            | 4 in linea con turbocompressore                                                                |
| T5               | B4204T23         | 2016-            | 254 CV (187 kW; 251 CV) @ 5500                                             | 350 Nm @ 1500-4800          | 1.969            | 4 in linea con turbocompressore                                                                |
| T6 AWD           | B4204T27         | 2016-            | 320 CV (235 kW; 316 CV) @ 5700                                             | 400 Nm @ 2200-5400          | 1.969            | 4 in linea con turbocompressore e compressore                                                  |
| AWD T8 ibrida    | B4204T35         | 2016-            | 320 CV (235 kW; 316 CV) @ 5700 + 87 CV (64 kW; 86 CV) del motore elettrico | 400 Nm @ 2200-5400 + 240 Nm | 1.969            | 4 in linea con turbocompressore e compressore + motore elettrico che muove le ruote posteriori |
| I motori diesel  |                  |                  |                                                                            |                             |                  |                                                                                                |
| Modello          | Codice Motore    | Anni             | Potenza                                                                    | Coppia @rpm                 | Cilindrata cm³   | Tipologia                                                                                      |
| D4               | D4204T14         | 2016-            | 190 CV (140 kW; 187 CV) @ 4250                                             | 400 Nm @ 1750-2500          | 1.969            | 4 in linea con turbocompressore                                                                |
| D5 AWD           | D4204T23         | 2016-            | 235 CV (173 kW; 232 CV) @ 4000                                             | 480 Nm @ 1750-2500          | 1.969            | 4 in linea biturbo                                                                             |